# Caroebe
Caroebe est une ville brésilienne du sud-est de l'État du Roraima. Sa population était estimée à 7 086 habitants en 2007. La municipalité s'étend sur 12 066 km².